# Sehailia
Sehailia (în arabă سحايلية) este o comună din provincia Mascara, Algeria.
Populația comunei este de 10.218 locuitori (2008).